# Dikbekgors
De dikbekgors (Piezorina cinerea) is een zangvogel uit de familie Thraupidae (tangaren).

## Verspreiding en leefgebied
Deze soort is endemisch in noordwestelijk Peru.